# Ivan Rozhdestvenskij
Ivan Aleksandrovitj Rozhdestvenskij (ryska: Иван Александрович Рождественский), född cirka 1840, död 1876 i Sankt Petersburg, var en rysk författare, översättare och revolutionär. Han är känd för att ha publicerat broschyren Det litterära förfallet hos herrarna Zjukovskij och Antonovitj, där han försvarar poeten Nikolaj Nekrasov mot kritik från Michail Antonovitj och Julij Galaktionovitj Zjukovskij. Han satt två gånger fängslad i Peter-Paulfästningen för sin revolutionära verksamhet.

## Fängelsetid
Rozhdestvenskij arresterades under studentoroligheter 1861 och satt därefter fängslad i Peter-Paulfästningen. Efter frisläppandet arbetade han som lärare och var aktiv i den hemliga organisationen Land och frihet (”Zemlja i volja”). År 1866 arresterades han igen i samband med en ny våg av repression efter attentatsförsök mot tsaren (Karakozov-incidenten). Han dog 1876, sannolikt som följd av sin tid i fängelse och den press han levt under.